# Енрико Албертози
Енрико Албертози (итал. Enrico Albertosi; Понтремоли 2. новембар 1939) је бивши италијански фудбалски репрезентативни голман, првак Европе 1968. у Италији и други на свету 1970. у Мексику са репрезентацијом Италије.
У дресу Фјорентине играо је у периоду 1958—1968, са којом је тријумфовао у Купу Италије 1961. и 1968. у Купу победника купова 1961. и Митропа куп 1966. Са Каљаријем (1968—1974), осваја првенство Италије 1970. а са Миланом (1974—1980) куп 1977. и првенство 1979.
Дебитовао је за национални тим 15. јуна 1961. у Фиренци против репрезентације Аргентине победом од 4:1. Пре овог дебија Албертози је већ одиграо две утакмице у омладинској репрезентацији у којој је дебитовао 2. новембра 1960.
За репрезентацију је бранио на 34 утакмице и примио 27 голова. Учесник је 3 светска првенства (1962, 1966, и 1970).
Албертози био укључен са енглеским „подземљем“ у скандал са клађењем 1980, када је суспендован на две сезоне. После италијанског освајања Светског првенства 1982. у Шпанији, Фудбалски савез му дозвољава да поново игра. 
Каријеру је завршио играјући за Елпидијенсе (Серија Ц2) 1984. у 44 години живота.
У раним 2000. радио је као супервизор за припрему голмана.
Дана 27. маја 2004. био је погођен тешким обликом фибрилације срчаних комора и пао у кому. После неколико дана коме пробудио се без озбиљних компликација, а касније и опоравио у потпуности без видљивих последица.